# Маттони, Генрих
Генрих Каспар Маттони (нем. Heinrich Kaspar Mattoni, чеш. Heinrich Kaspar Mattoni), с 1889 года Генрих Каспар, эдлер фон Маттони (нем. Heinrich Kaspar Edler von Mattoni; 11 августа 1830, Карлсбад, Королевство Богемия — 14 мая 1910, Карлсбад, Королевство Богемия) — чешско-австрийский промышленник, императорский советник, член императорского и королевского совета по железным дорогам, владелец курорта Giesshübl Sauerbrunn и основатель компании по добыче и продаже Карловарской минеральной воды «Маттони».

## Биография

### Юность
Происходил из старой итальянской купеческой семьи, перебравшейся в Габсбургскую монархию и обосновавшейся в Карловых Варах с 1693 года, чья карловарская линия восходила к торговцу лимонами Оттавио Маттони из Тремеццо в Миланском герцогстве. В сентябре 1697 года Оттавио женился на Веронике Брейтфельдер, дочери городского советника Иоганна Брейтфельдера.
Отцом Генриха был Карл Маттони, карлсбадский городской советник и мастер по обработке олова, а матерью — Мария Терезия, урожденная Фойгт. Вырос в привилегированных условиях и получил очень хорошее образование. После окончания школы он несколько лет работал бухгалтером, а после стал странствующим торговцем для нескольких крупных экспортных предприятий в Вене и Гамбурге. После двенадцати лет обучения и путешествий он вернулся в родной город.

### Предпринимательская деятельность
В 1856 году совместно с Фридрихом Кноллом организовал доставку минеральной воды от местной умирающей компании для целого города и через широко разветвлённую систему доставки вскоре добился огромного рынка сбыта. В 1867 году организовал доставку целебной воды из источника Отто в соседней деревне Гиссхюбль-Пухштейн, ныне Киселка.
В 1867 году Генрих Маттони и Фридрих Кнолл начали экспериментально разливать воду в стеклянные бутылки, до тех пор более распространенными были ёмкости из глины. Первые бутылки имели только литые надписи (в 1867 году надпись «Giesshübler Sauerbrunn», в 1873 году «Mattoni Giesshübler Sauerbrunn»). Вскоре после отъезда Кнолла, на бутылки стали бумажные этикетки с изображением красного орла, семейного герба Маттони. Приобретя торфяное болото недалеко от Франценсбада, он также создал успешную промышленность по использованию побочных продуктов родника, таких как торф и железный щёлок или торфяная соль.
Благодаря своим достижениям, качеству своей продукции и услуг в 1870 году компания получила звание «Императорского и королевского придворного поставщика минеральных вод», а в 1898 г. даже «Императорского и королевского личного поставщика императора». Магазины компании в Вене располагались по адресу: улица Тухлаубен, дом 12 и Максимилианштрассе, дом 5. Продажи воды неуклонно росли с 1872 (670 000 бутылок) по 1897 (уже 7 854 727 бутылок) по 1910 год (10 000 000 бутылок). Строительство городского курорта Киселка и железных дорог финансировалось за счет денег, полученных от продажи минеральных вод.

### Общественная деятельность
До своего назначения в Императорский совет и переезда в Вену в 1878 году Генрих Маттони был членом городского совета Карлсбада, в 1874 году был избран президентом Эгерской торгово-промышленной палаты. Будучи членом многочисленных клубов, играл важную роль в жизни города.
27 октября 1889 года был возведён императором Францем Иосифом I в австрийское дворянство с правом пользования почётным титулом «Эдлер», передаваемым по наследству.

### Личная жизнь
19 апреля 1858 года женился на Вильгельмине Кнолл (1838—1919), дочери бургомистра Карлсбада Иоганна Петера Кнолла.
В браке родилось 8 детей, из них 6 дожили до совершеннолетия. Дети: Елена Мария Терезия (1858—1858), Роза Вильгельмина Катарина (1859—1918), Лео Фридрих Карл (1862—1940), Мария Юлиана (1864—1931), Терезия Анна (рожд. 1866), Камилла Эмилия (1869—1885), Амалия Анна (рожд. 1872) и Генрих Иоганн Петер (рожд. 1874).
Был связан глубокой дружбой с доктором Йозефом Вильгельмом фон Лёшнерем, который поддерживал курортную индустрию и выступал в качестве главного эксперта-консультанта компании Маттони.

### Смерть и похороны
Скончался, 10 мая 1910 года из-за инфаркта миокарда, предположительно на своей вилле в Киселке или в Карловых Варах. Панихида и похороны состоялись 17 мая в Карловых Варах и стали самыми грандиозными в истории города.

## Память
- В 1914 году в Киселке был поставлен памятник посвящённый Маттони.
- В июле 2016 года в Киселке открылся музей Маттони, посвящённый жизни и деятельности Генриха Маттони и истории розлива минеральной воды.
- В сентябре 2016 года на Чешском телевидении вышел 12 серийный историко-биографический сериал «Я, Маттони», посвящённый жизни Генриха Маттони[5][6][7].
- В июне 2017 года в Нейдеке недалеко от Карловых Вар был открыт частный музей Маттони, где большая часть экспозиции посвящена Генриху Маттони, розливу и экспорту минеральной воды в XIX и XX веках. Среди прочего в нём представлена одна из двух уникальных медалей Генриха Эдлера фон Маттони, хроника карловарских снайперов вместе с памятной медалью общества, а также частные фотоальбомы из собственности семьи Маттони, гостевые книги Курорт Киселка, самый старый из которых в 1852 году принадлежит греческому королю Отто I, в честь которого назван самый известный из источников Киселки — источник Отто, и многие другие предметы, связанные с личностью и семьёй этого предпринимателя[8][9][10].

## Награды
- Командор императорского австрийского ордена Франца Иосифа (1908)[11].
- Почётный крест князя Шаумбург-Липпе 3 степени[12].
- Командор ордена Святого Григория Великого[13].